# Han Tuozhou
Dans ce nom, le nom de famille, Han , précède le nom personnel Tuozhou.
Han Tuozhou (chinois : 韩侂胄 ; pinyin : Hán Tūozhòu ; Wade : Han T'o-Chou) (1152–1207) était un politicien chinois de la dynastie des Song du sud et ministre de l'empereur Song Ningzong.
Il est responsable des efforts menés par les Song du Sud pour tenter de retrouver les territoires du Nord de la Chine perdus au profit des Jurchens de la dynastie Jin (1115-1234) au cours de leur accord de paix de 1142. Dans ses efforts pour entamer un renforcement des capacités militaires, il est aidé par Yue Fei (qui a démissionné au cours des pourparlers de paix avec les Jurchen, après quoi il est emprisonné et empoisonné) promu à titre posthume et Qin Hui (qui dirige les pourparlers de paix avec les précités Jurchen) rétrogradé. Ces efforts sont infructueux et la guerre qui suit est dévastatrice pour le sud de la Chine, ce qui entraîne de nouvelles pertes territoriales et une terrible inflation. En conséquence, Han est exécuté par le régime des Song et sa tête est offerte au Jurchens comme offrande de paix.